# 阮福綿𡩄
阮福綿𡩄（越南语：／，1832年9月28日—1895年9月1日），越南阮朝明命帝第五十九子，生母貴人杜氏心。
明命十三年九月初五日（1832年9月28日），阮福綿𡩄在順化皇城出生。年少好學。嗣德五年（1852年）二月，受封為錦江郡公（越南语：／）。成泰七年七月十三日（1895年9月1日），阮福綿𡩄去世，壽六十四歲，賜諡恭亮。葬於承天府香水縣居正總平安邑，在香茶縣富春總東池左邑建祠祭祀。

## 子女
阮福綿𡩄有10子12女。後裔按御賜齒字部起名。
- 四子阮福洪𪗾，過繼給兄長新平郡公阮福綿寷為子，改名阮福洪鞊，襲封畿外侯。